# 社会主义初级阶段
社会主义初级阶段是中国共产党提出的一种中国社会主义社会发展阶段；也有人解读为一种「独立」的社会制度。
对社会主义初级阶段的描述，包含在《毛泽东思想和中国特色社会主义理论体系概论》中。

## 理论内容
社会主义初级阶段的理论是邓小平理论的重要组成部分之一。社会主义初级阶段並非泛指任何国家进入社会主义都会经历的起始阶段，而是特指中国生产力落后、商品经济不发达条件下建设社会主义必然要经历的特定阶段。即包含了从1956年社会主义改造基本完成到21世纪中叶社会主义现代化基本实现以及之後的整个历史阶段。根據邓小平理论，社会主义初级阶段的论断包括两层涵义：一是中国已经进入社会主义社会，中國人必须坚持而不能离开社会主义；二是中国的社会主义社会正处于并将长期处于初级阶段，故必须正视而不能超越这个初级阶段。
根據中国共产党第十三次全国代表大会报告《沿着有中国特色的社会主义道路前进》，社会主义初级阶段的基本特征有： 
- 摆脱不发达状态，基本实现社会主义现代化的历史阶段；
- 由农业人口占很大比重，转变为非农业人口占多数；
- 由自然经济、半自然经济占很大比重，转变为经济市场化程度较高的历史阶段；
- 由文盲、半文盲人口占很大比重，转变为科技教育文化比较发达的历史阶段；
- 由贫困人口占很大比重，转变为全国人民比较富裕的历史阶段；
- 由地区经济文化很不平衡，通过有先有后的发展，逐步缩小差距的历史阶段；
- 是通过改革和探索，建立和完善比较成熟的充满活力的社会主义市场经济体制，社会主义民主政治体制和其他方面体制的历史阶段；
- 是广大人民牢固树立中国特色社会主义的共同理想，自强不息，锐意进取，艰苦奋斗，勤俭建国，在建设物质文明的同时努力建设精神文明的历史阶段；
- 是逐步缩小同世界先进水平的差距，在社会主义基础上实现中华民族伟大复兴的历史阶段。[3]

中国共产党在社会主义初级阶段的基本路线是：“领导和团结全国各族人民，以经济建设为中心，坚持四项基本原则，坚持改革开放，自力更生，艰苦创业，为把我国建设成为富强、民主、文明（中国共产党第十七次全国代表大会将其扩展为“富强、民主、文明、和谐”；中国共产党第十九次全国代表大会将其扩展为“富强、民主、文明、和谐、美丽”，将“现代化国家”改为了“现代化强国”）的社会主义现代化国家而奋斗。”这条基本路线的核心内容是“以经济建设为中心，坚持四项基本原则，坚持改革开放”，即“一个中心、两个基本点。”

## 发展过程

### 思想渊源
中国共产党中央委员会主席毛泽东将社会主义分为不发达的社会主义和比较发达的社会主义两个阶段，并从中国的落后现实出发，作出了中国正在并长期处于“不发达的社会主义阶段”的判断。毛泽东认为，“建设强大的社会主义经济，在中国，五十年不行，会要一百年、或者更多的时间”。毛泽东关于中国处于不发达的社会主义阶段的判断，是社会主义初级阶段理论的思想源头。
1979年9月，全国人民代表大会常务委员会委员长叶剑英在中华人民共和国国庆30周年讲话中初步表露了社会主义初级阶段的思想：「中国还是个发展中的社会主义国家，搞社会主义现代化有一个从初级到高级的过程，中国的社会主义还在幼年时期。」

### 正式提出
- 1981年6月，中共十一届六中全会通过的《关于建国以来党的若干历史问题的决议》第一次明确指出“中国的社会主义制度还是处于初级的阶段”，以解释毛泽东时代政策错误的原因及意圖为改革开放政策建立理论上的立足点。

### 理论发展
- 中共十三大前，国务院总理赵紫阳委托、鲍彤组织的中共中央政治体制改革研讨小组於1987年1月5日在《人民日报》發表文章〈社会主义的幼驹和资本主义的老马及其他〉。3月，赵紫阳及中央部份主要领导人讨论十三大报告的思路，会后鲍彤为赵紫阳起草了一封给邓小平的信，建議以社会主义初级阶段作为十三大报告立论的根据，稱可以“有可能把必须避免左右两种倾向这个大问题说清楚；如能这样，对统一党内外认识有好处，对国内外理解我们政策的长期稳定性，也很有好处”。3月25日，邓小平稱“这个（信中的）设计好”。
- 1987年10月召开的中共十三大會議中，中共中央总书记赵紫阳在會議第二節，題為「社会主义初级阶段和党的基本路线」中，系统地阐述了社会主义初级阶段理论，提出了中国共产党在社会主义初级阶段的基本路线，以抗衡左派，如鄧力群、胡喬木等人。[6][7]

### 暂不提起
在中国共产党原中央委员会总书记赵紫阳倒台後，此說法被封存。补充：事实上，“社会主义初级阶段”已经是“邓小平理论”的重要组成部分，并大量存在于中国大陆教材中。注意，“邓小平理论”并非都是邓小平本人提出。

### 再受重視
中国共产党中央委员会总书记江泽民在1997年5月29日在中共中央党校的报告中，重新提出了社会主义初级阶段论，並在中共十五大上再次強調它的重要性，稱它是「邓小平建设有中国特色的社会主义理论的重要基础和中共制定路线、方针、政策的根本出发点」。自此，它又重新成为官方意识形态的重要部份。
- 中共十七大对社会主义初级阶段基本路线做了补充：由原来的“富强、民主、文明”改为“富强民主文明和谐”，並指中國仍处于并将长期处于社会主义初级阶段。[8]
- 中共十九大对社会主义初级阶段基本路线做了补充：由十七大的“富强民主文明和谐”拓展为“富强民主文明和谐美丽”。[9]

## 评论
这个理论与科学社会主义理论中反对一切剥削、生产资料归全社会占有、实行全面统一的计划经济等理论内容产生了矛盾，并且由于与资本主义相类似而被左翼人士批评，被认为是不合格的社会主义。对于社会上的批评，时任中共中央总书记赵紫阳说：“不合格的社会主义就不是社会主义，就是资本主义，有人说这是走资本主义道路的当权派。这有什么？这是规律。”
美国威斯康星大学的中国问题专家莫里斯·邁斯納稱，「赵紫阳强调中国已经是社会主义社会，同时却要采用资本主义发展的手段去建设社会主义的物质前提，岂非矛盾。」
中国经济学家崔之元稱，「（社会主义初级阶段）这显然是防御退守性的，并且具有理论上的不彻底性。如果第三代领导人采取这一提法，就意味着今后还要建立指令性计划的产品经济，这仍不能打破理论上的被动局面，不能展示独立的理论创新的气魄。」
在赵紫阳回憶錄《改革历程》中，稱「（社会主义初级阶段）它既承认肯定了我们已搞了几十年的社会主义的历史，同时由于它是个初级阶段，完全可以不受所谓传统社会主义原则的约束，可以大胆地调整超越历史的生产关系，从越位的地方退回去，实行适合我国社会经济水平和生产力发展需要的各种改革政策。」